# 미야노카와치촌
미야노카와치촌(일본어: 宮野河内村)은 일본 구마모토현 아마쿠사군에 설치되었던 촌이다. 

## 역사
- 1889년 4월 1일 - 정촌제 시행에 수반해, 미야노카와치촌이 단독으로 지자체를 형성하였다.
- 1956년 4월 1일 - 가와우라정에 편입되었다.

## 참고 문헌
- 「河浦町郷土誌」1960年
- 角川日本地名大辞典編纂委員会, 『角川日本地名大辞典 43 熊本県』1987, 角川書店